# آرتیفکت جابه‌جایی شیمیایی

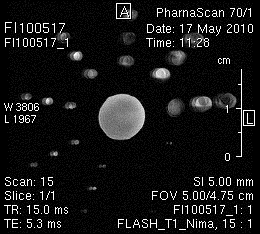
تصویری از یک فانتوم حاوی مخلوطی از چربی و آب در یک میدان ۷ تسلا. در اینجا آرتیفکت جابجایی شیمیایی باعث دوبله نشان داده شدن روزنه‌های حاوی این مواد (در جهت افقی در این تصویر) شده‌است. روزنه مرکزی فقط حاوی آب است.

آرتیفکت جابجایی شیمیایی (به انگلیسی: Chemical Shift Artifact) نوعی آرتیفکت در ام‌آرآی است.
این آرتیفکت ویژهٔ سیستمهای تصویربرداری ام آر آی بوده و دلیلش اختلاف فرکانس بین آب و چربی درون میدان B0 می‌باشد که تولید سیگنال‌های مضاعفی در جهت کد گذاری فرکانسی (FE) در تصویر می‌کند.